# Football Club Mondercange
Il Football Club Mondercange, meglio noto come Mondercange, è una società calcistica lussemburghese, con sede nella città di Mondercange. Milita in Division Nationale, primo livello del campionato lussemburghese di calcio. Ha militato in Division Nationale, massima serie nazionale, per otto stagioni.

## Storia
Il club venne fondato il 12 novembre 1933, per poi essere iscritto al campionato nazionale per la stagione 1934-1935. Dal 1940 al 1944, durante l'occupazione nazista del Lussemburgo, il club assunse il nome di F.K. Monnerich. Dopo aver partecipato ai campionati nei livelli inferiori, nel corso degli anni Ottanta il club iniziò a risalire i livelli, conquistando la promozione in Éirepromotioun, seconda serie nazionale, al termine della stagione 1990-1991. Nella stagione 1997-1998 ha vinto il campionato di Éirepromotioun, venendo promosso per la prima volta nella sua storia nella Division Nationale, massima serie nazionale. Alla prima stagione in Division Nationale, il Mondercange conquistò il settimo posto, mantenendo la categoria. Nella stessa stagione raggiunse anche la finale della Coppa del Lussemburgo, venendo sconfitto per 0-3 dallo Jeunesse Esch. Grazie a questo traguardo e al fatto che la Jeunesse Esch aveva vinto anche il campionato, il Mondercange venne ammesso al turno di qualificazione della Coppa UEFA 1999-2000, dove affrontò i rumeni della Dinamo Bucarest: perse sia la gara di andata (2-6) sia la gara di ritorno (0-7), venendo eliminato con un complessivo 2-13. Anche nella stagione 1999-2000 raggiunse la finale della Coppa del Lussemburgo, incontrando nuovamente lo Jeunesse Esch e venendo sconfitto ancora con tre reti di scarto (1-4). Al termine della stagione 2003-2004 venne retrocesso in Éirepromotioun, dopo sei stagioni consecutive in massima serie, con un quinto posto nell'annata 2001-2002 come miglior risultato. Due anni dopo vinse dopo i tempi supplementari lo spareggio promozione/retrocessione contro l'Avenir Beggen, tornando così in Division Nationale. La permanenza durò per la sola stagione 2006-2007, conclusa al tredicesimo posto, con conseguente retrocessione. La storia si ripeté due anni dopo con una fugace presenza in Division Nationale 2009-2010, conclusa con l'ultimo posto in classifica e una nuova retrocessione in seconda serie.

## Palmarès

### Competizioni nazionali
- Éirepromotioun: 1

2021-2022

### Altri piazzamenti
- Coppa del Lussemburgo:

Finalista: 1998-1999, 1999-2000